# 赵清景
赵清景（1922年—1995年7月6日），男，河南西华人，中华人民共和国政治人物，曾任黑龙江省农垦总局局长，黑龙江省人大常委会副主任。